# Hatenboer
Hatenboer is een gehucht aan de rivier de Maas. Het maakt deel uit van de Nederlandse gemeente Roermond. Oorspronkelijk bestond het gehucht uit de hoeve Bovenste Hatenboer (of Winkelshof) en Onderste Hatenboer (Stadshof). Het is gelegen aan de westzijde van de Maas. Het gehucht heeft veel overstromingen gekend. 